# Armavir (Rússia)
Armavir (em russo:  Армави́р) é uma cidade em Krasnodar Krai, Rússia, localizada na margem esquerda do rio Kuban. População: 188.832(Censo 2010) 193.964 (Censo de 2002) 160.983 (Censo de 1989) 144.000 (1969). O Armavir era antigamente o segundo maior centro industrial de Krasnodar Krai, depois de Krasnodar.

## História
A área de Armavir de hoje foi primeiramente habitada por Abazins. Mais tarde, os tártaros túrquicos do Canato da Criméia também se estabeleceram aqui. Como resultado da Guerra do Cáucaso, os Abazins restantes foram forçados a emigrar do sul da Rússia para o Império Otomano. O Armavir também é reivindicado como parte da terra histórica dos circassianos.
O assentamento contemporâneo foi fundado em 1839 por armênios Cherkesogai como Armyansky aul (Армя́нский ау́л ). A cidade é conhecida pelo seu nome atual desde 1848, que era o nome de Armavir, uma das capitais históricas da antiga Armênia.

## Status administrativo e municipal
No âmbito das divisões administrativas, ela é, juntamente com onze localidades rurais, incorporada como a Cidade de Armavir - uma unidade administrativa com o status igual ao dos distritos. Como uma divisão municipal, a cidade de Armavir é incorporada como Armavir Urban Okrug.

## Cidade irmã
- Armavir, Armênia